# Mobula munkiana
Mobula munkiana är en rockeart som beskrevs av Notarbartolo-di-Sciara 1987. Mobula munkiana ingår i släktet Mobula och familjen örnrockor. IUCN kategoriserar arten globalt som nära hotad. Inga underarter finns listade i Catalogue of Life.